# Henry van de Velde

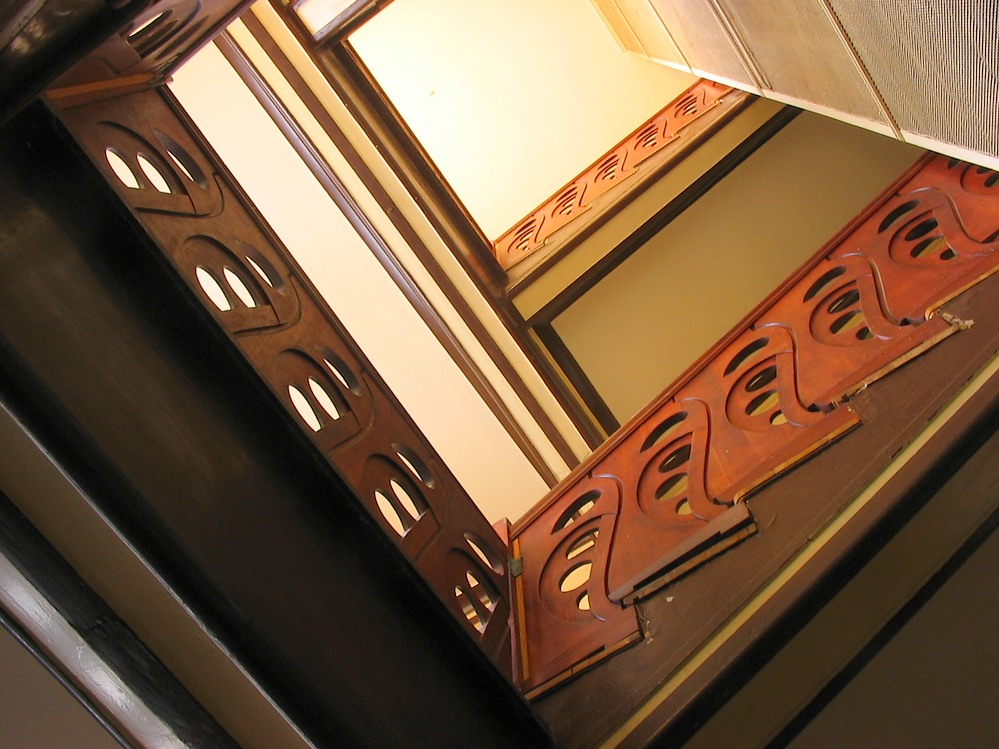
Klatka schodowa sanatorium w Trzebiechowie

Henry Clément van de Velde (ur. 3 kwietnia 1863 w Antwerpii, zm. 15 października 1957 w Zurychu) – belgijski malarz, architekt, projektant mebli i wnętrz. W swojej twórczości wykorzystywał roślinne formy secesyjne, rozwinął wzornictwo przemysłowe.

## Biografia[1]
Od 1880 roku studiował malarstwo w Antwerpii, a potem w Paryżu, gdzie poznał neoimpresjonistów. W 1894 roku poślubił modelkę Marię Sèthe, która pozowała francuskim malarzom. W 1895 roku wziął udział w paryskiej wystawie Art Nouveau, a dwa lata później w Dreźnie. W 1899 roku ukazał się pierwszy katalog z meblami, projektowanymi przez Henry’ego van de Velde. Od 1901 roku mieszkał z rodziną w Berlinie i tworzył głównie dla środowiska niemieckiego. W 1902 roku został zaproszony przez niemieckiego hrabię, Harry’ego Kesslera do Weimaru, aby służyć tamtejszemu księciu jako malarz i projektant wnętrz. W Weimarze postanowił utworzyć seminarium rzemiosła, opartego na zasadach ruchu Arts & Crafts, które z czasem przekształciło się w Szkołę Rzemiosła Artystycznego. W 1907 van de Velde wzniósł nową siedzibę dla szkoły, której został dyrektorem oraz zaangażował się w działalność Werkbundu. Rok później przeprowadził się do własnej prywatnej rezydencji w Weimarze („Haus Hohe Pappeln”). W 1915 roku zrezygnował z posady dyrektora, którą przekazał Walterowi Gropiusowi. Po zakończeniu I wojny światowej wyjechał do Szwajcarii, gdzie pracował dla holenderskich, bogatych kolekcjonerów, Antoniego Kröller i jego żony Hélène Kröller-Müller. Wskutek problemów finansowych Kröllerów, van de Velde został zwolniony i wyjechał w 1925 roku do Brukseli. W 1933 roku holenderski rząd postanowił ufundować muzeum Kröllerów. Projekty nadzorował van de Velde, a w 1938 roku nastąpiło uroczyste otwarcie Kröller-Müller Museum. W 1947 roku wyjechał do szwajcarskiego Oberägeri, gdzie napisał autobiograficzną książkę, Die Geschichte meines Lebens (Historia mojego życia, wydana w 1962 roku w Monachium). W Szwajcarii pozostał aż do swojej śmierci.
Jedynym dziełem Veldego na terenie Polski jest odkryte w 2003 roku wyposażenie wnętrza sanatorium w Trzebiechowie, wykonane w latach 1903–1905 na zlecenie księżnej Eleonory Karoliny Gaspariny Luisy Reuss-Köstritz.

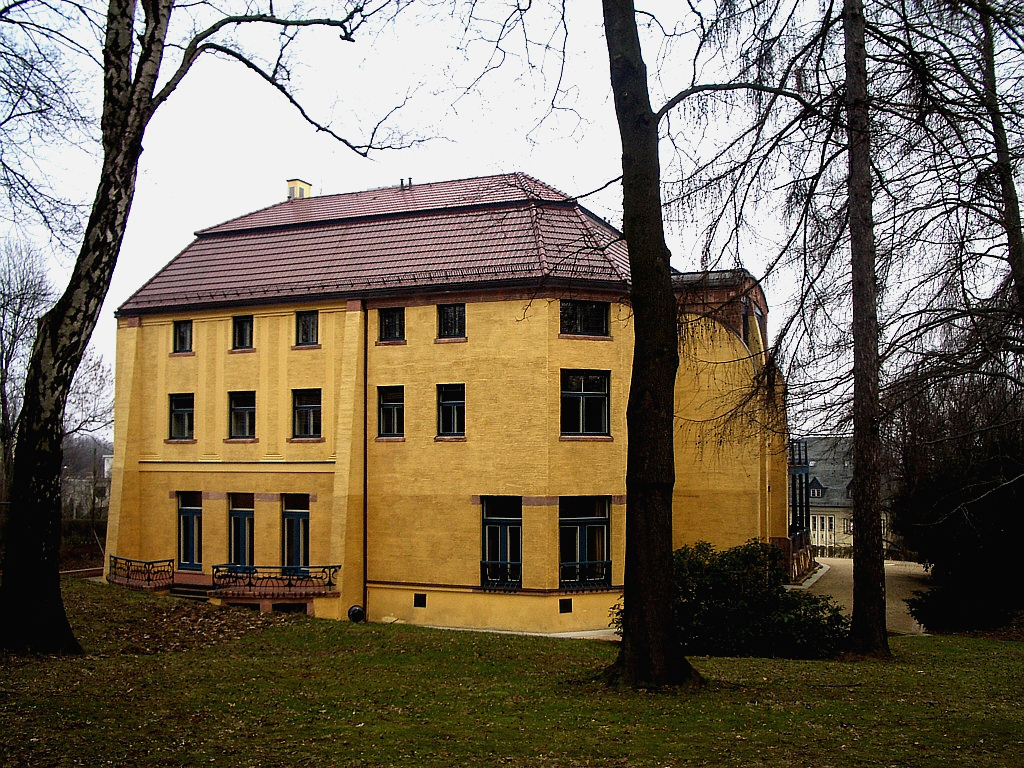
H. van de Velde: willa Eschego w Chemnitz

## Główne dzieła architektoniczne
- willa Eschego w Chemnitz, 1902-1903, rozbudowa 1911
- villa Schulenburga w Gerze
- dom własny Pod topolami w Weimarze
- Boekentoren (pol. Wieża książek) w Gandawie
- dom Hohenhof w Hagen, 1907-1908
- zamek Lauterbach w Neukirchen
- willa Koernera w Chemnitz, 1913
- siedziba Szkoły Rzemiosła Artystycznego w Weimarze, 1907 (przekształcona w późniejszy Bauhaus)
- teatr na wystawę Werkbundu w Kolonii, 1914
- Kröller-Müller Museum w pobliżu Otterlo, 1938

Prócz tego projektował wnętrza zamożnych domów i instytucji publicznych, m.in. w willi Bloemenwerf w Uccle, 1894-1895 oraz w Muzeum Folkwang w Hagen, 1900-1902.